# Pupu-ŭi segje
Pupu-ŭi segje (v korejském originále 부부의 세계, Bubuui Segye; anglický název: The World of the Married) je jihokorejský televizní seriál z roku 2020, v němž hrají Kim Hŭi-ä, Pak Hä-džun a Han So-hŭi. Série byla vysílána na stanici JTBC v pátek a sobotu ve 22:50 od 27. března do 16. května 2020.

## Obsazení
- Kim Hŭi-ä jako Či Sun-u
- Pak Hä-džun jako I Tä-o
- Han So-hŭi jako Jo Dakjong